# 브렌트 크로스역

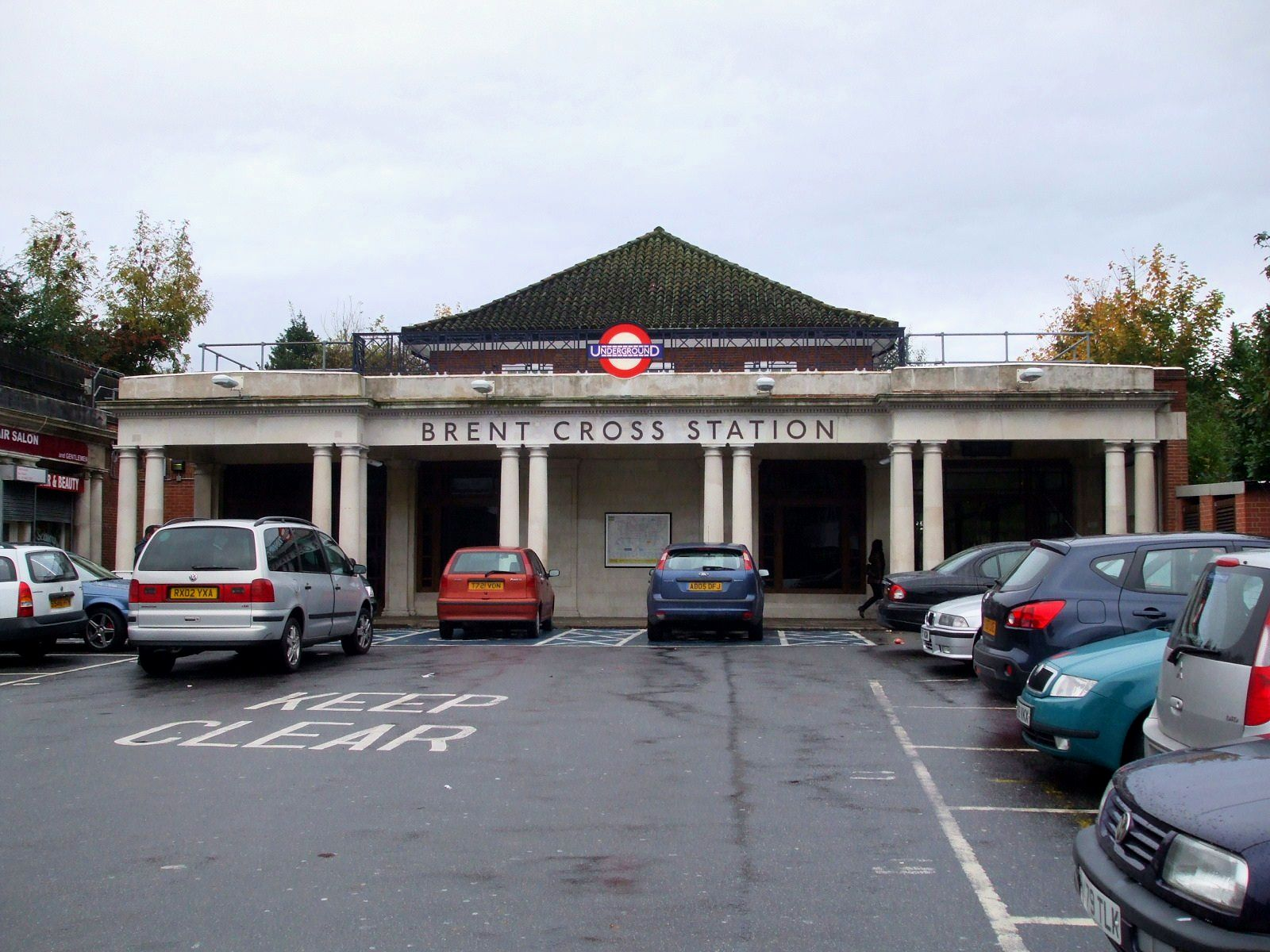
브렌트 크로스 역

브렌트 크로스 역 (Brent Cross)은 런던 북서부 골더스 그린 지구의 하이필드 애비뉴에 위치한 런던 지하철역이다.
노던 선의 에지웨어 지선에 위치해 있으며 헨든 센트럴 역과 골더스 그린 역 사이에 있다. 운임구역으로는 3구역에 속한다. 역에서 브렌트 크로스 쇼핑센터로 걸어갈 수 있지만 거리가 있는 편이다. 210번 버스가 역 바깥 하이필드 애비뉴에, 232번 버스가 역 출구 히스필드 가든스 쪽에 선다.
브렌드 크로스의 역사는 지정건축물 제2급에 등재되어 있다.

## 역사
브렌트 크로스 역은 건축가 스탠리 힙스가 설계하고 1923년 11월 9일 근처의 강이름을 따서 '브렌트'라는 역명으로 개업했다. 당시 햄프스테드 하이게이트 선이 에지웨어의 무개발 지역까지 연장되고 있었는데, 그 연장 구간의 첫번째 역이었다.
원래 에지웨어 연장선은 제1차 세계 대전이 터지기 전에 처음 계획되었고 브렌트 역도 '우드스톡 역'이라는 이름으로 지어질 예정이었다. 브렌트라는 역명은 개업 후 수십년간 쓰이다가 1976년 7월 20일 지역 쇼핑 센터가 문을 열면서 지금의 '브렌트 크로스'로 바뀌었다.
역이 문을 연 지 얼마되지 않아 두 개의 대피선이 역내에 설치되었다. 빠른 열차가 느린 열차를 추월할 수 있도록 한 것이었는데, 별로 쓰지는 못하고 1930년대에 철거되었다.

## 지역개발
2008년 3월 역 근처의 브렌트크로스 지역에 대한 개발 신청이 등록되었다. 브렌트 크로스 역을 경유하는 버스 노선 운행을 원활히 하기 위한 것으로, 근처의 건물을 철거하고 지하철역 바깥에 버스의 선회권 공간을 만드는 것이었다.
2008년 초에는 더 나은 교통을 위한 운동의 런던 지부가 <런던 북부와 서부의 경전철 계획안>을 발간했다. 이중에 브렌트 크로스 지역을 다니는 교통수단 계획도 포함되어 있는데 브렌트 크로스 역을 종착지점으로 삼자는 것이었다.

## 화보

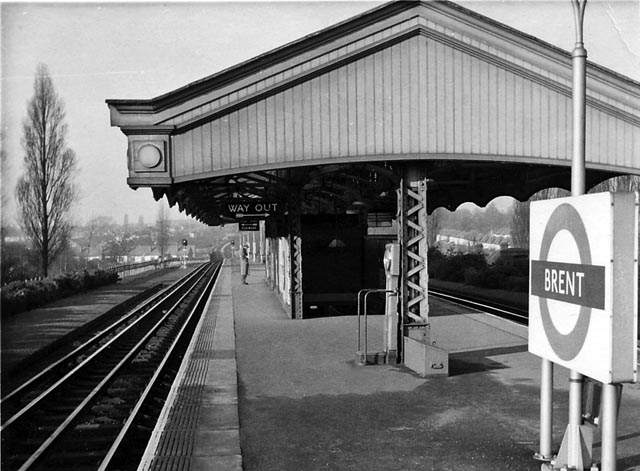
서쪽편에서 바라본 에드웨어행 승강장 (1961년)
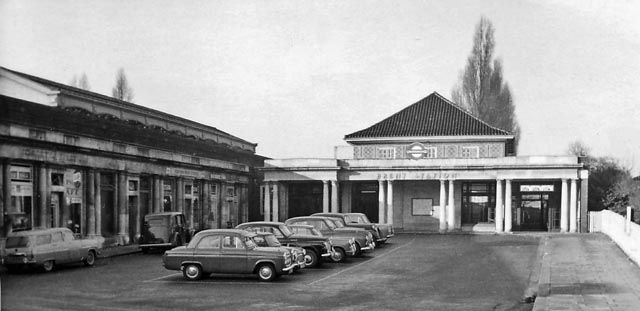
역 입구에서 북서쪽으로 바라본 에드웨어행 승강장 (1961년)
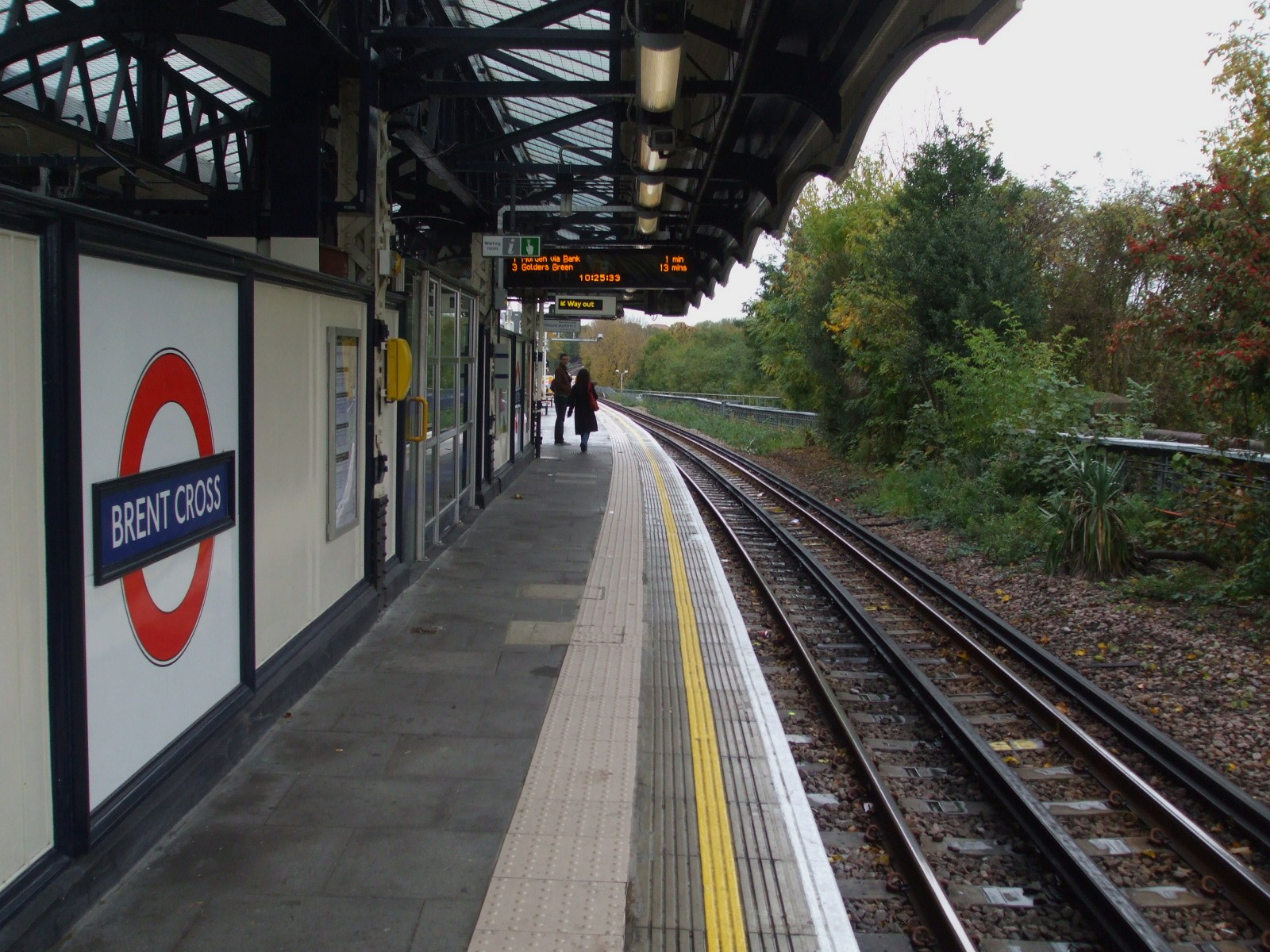
북쪽으로 바라본 섬식 승강장
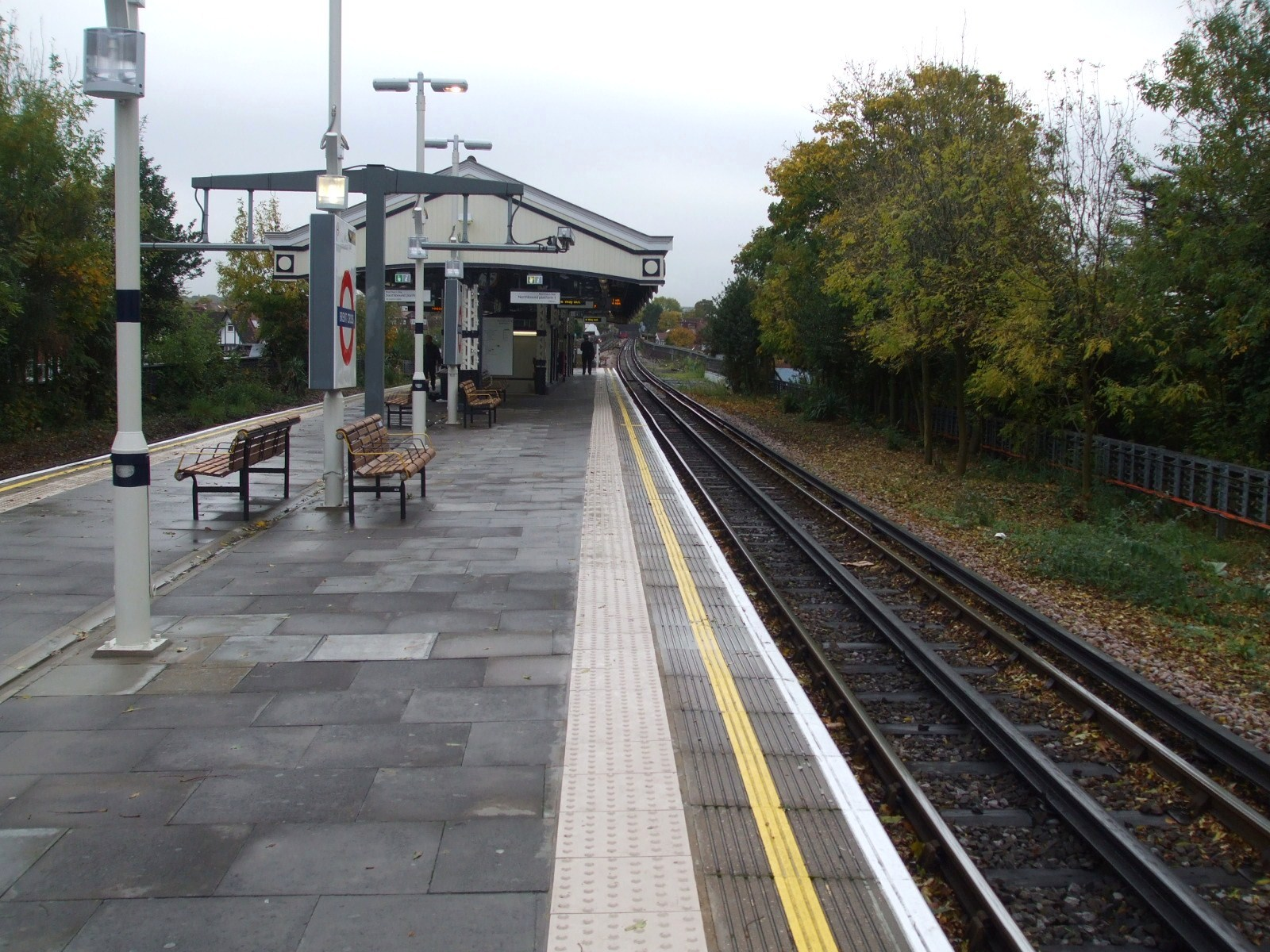
남쪽으로 바라본 섬식 승강장
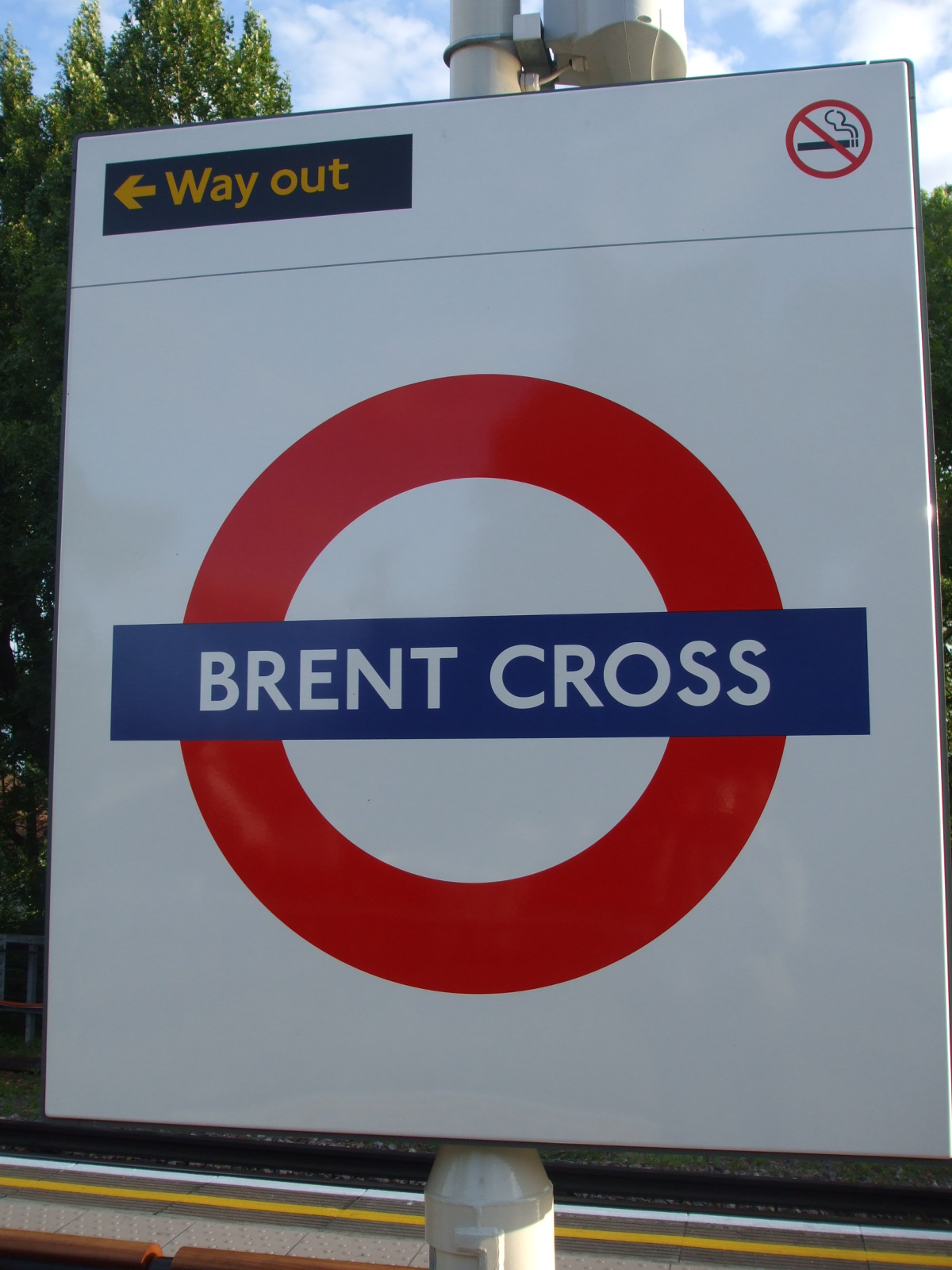
하행 승강장의 역명판
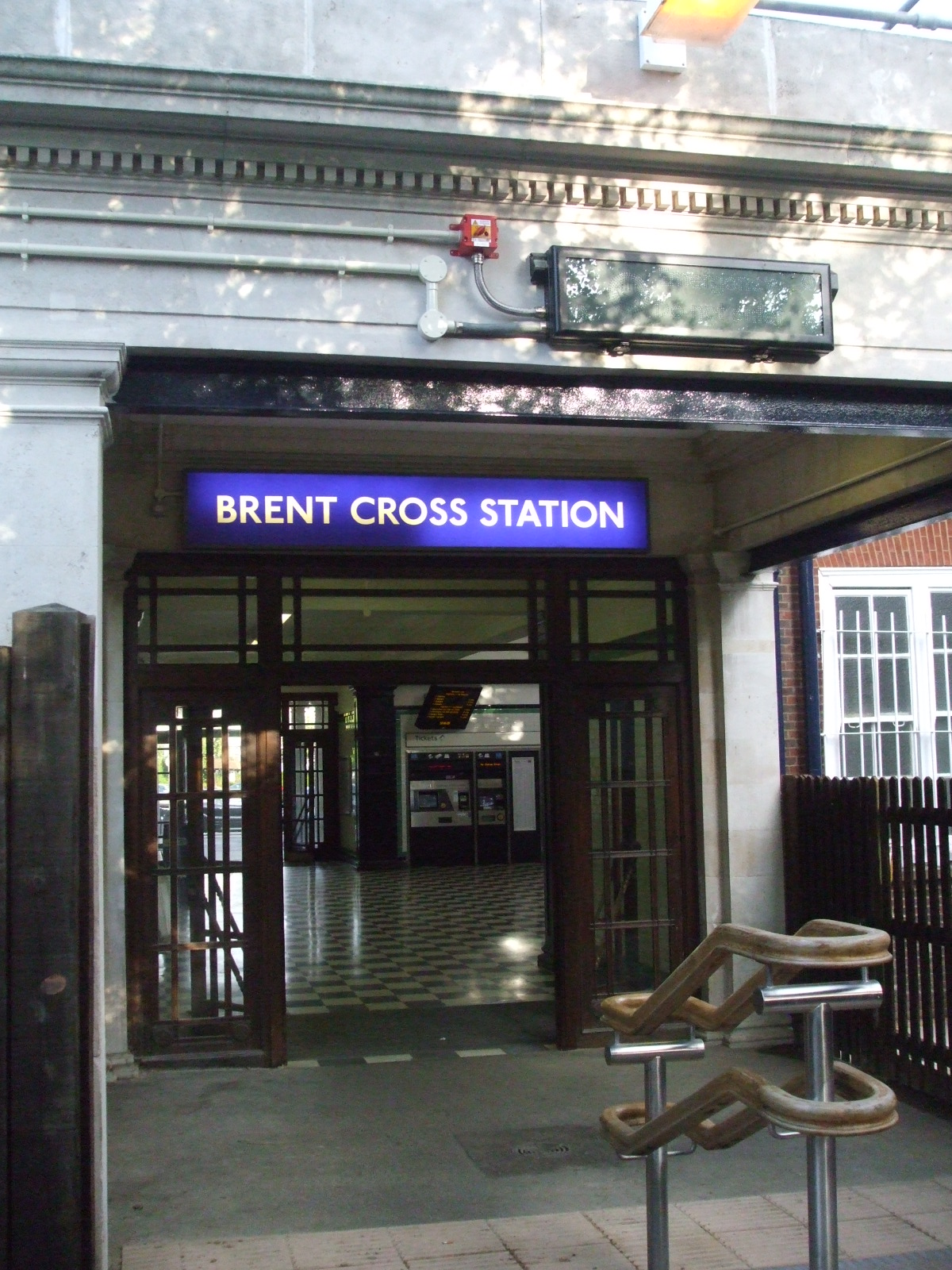
본 건물의 뒤편에 자리한 또다른 출입구